# クユジュ・ムラト・パシャ
クユジュ・ムラト・パシャ (kuyucu murad pasha) は、17世紀前半にオスマン帝国の大宰相をつとめた人物。

## 生涯
クユジュ・ムラト・パシャは1585年にカラマン州の知事となり1593年にダマスカスの知事となった。ムラト・パシャは長期トルコ戦争にも参戦し、1596年のエゲルの戦いではメフメト3世に一目置かれ、それ以降はハンガリー戦線の司令官となった。

### 大宰相として
1606年に大宰相ボシュナク・デルヴィシュ・パシャが死去すると、ムラト・パシャは大宰相となった。ムラト・パシャはハンガリーでの戦争を終わらせるべくハプスブルク家との間にジトヴァ・トロク条約を締結し、戦争を終結させた。その後、ジェラーリーの反乱を鎮圧すべくシリアに赴き、1607年にアリ・ジャンブラードを打ち破り1608年までにジェラーリーの反乱を鎮圧した。
ムラト・パシャは1611年に死去した。

## 人物
ムラト・パシャの相性の「クユジュ」は穴掘りという意味で数万人のトルコ人、クルド人、ムスリムを処刑し彼らを埋めるために集団墓地を掘ったことに由来する。